# 农村商业银行
农村商业银行简称农商行，是中华人民共和国的一类服务于当地农民、农业和农村经济发展的股份制地方性商业银行。农村商业银行主要以农村信用社和农村信用社县（市）联社为基础组建。截至2017年年底，全国农商行共组建农商银行1262家，占农信系统总机构数量的55.84%。
农村商业银行实行股份有限公司形式，股份应当同股同权，同股同利（这与农村信用社、农村合作银行的资格股不同）。农村商业银行单个自然人股东持股比例不得超过总股本的5‰，单个法人及其关联企业持股总和不得超过总股本的10%，本行职工持股总额不得超过总股本的25%。农村商业银行不得接受本行股份作为质押权标的。股东大会是农村商业银行的权力机构。农村商业银行行长不得由董事长兼任。
农村商业银行可根据业务发展需要，在辖内设立支行、分理处、储蓄所等分支机构（即不能在辖区外设立分支机构）。拨付各分支机构营运资金额的总和不得超过农村商业银行资本总额的60%。
农村商业银行不得向股东发放信用贷款，发放担保贷款不得优于其它借款人同类贷款条件。

## 历史
2001年4月，中国人民银行下发《关于在江苏省试点组建农村商业银行的批复》（银复[2001]60号），批复同意江苏省常熟市、张家港市、江阴市率先以县级市农信社先行试点组建改制农商银行。
2003年6月27日，国务院下发《国务院关于印发深化农村信用社改革试点方案的通知》（国发[2003]15号）。
2010年11月23日，银监会发布《关于加快推进农村合作金融机构股权改造的指导意见》，要求2015年前取消资格股，不再组建农村合作银行。

## 出资方限制条件
单个自然人及其近亲属合计投资入股比例不得超过农村商业银行股本总额的2%。职工自然人合计投资入股比例不得超过农村商业银行股本总额的20%。单个境内非金融机构及其关联方合计投资入股比例不得超过农村商业银行股本总额的10%。并购重组高风险农村信用社组建农村商业银行的，单个境内非金融机构及其关联方合计投资入股比例一般不超过农村商业银行股本总额的20%。单个境内非银行金融机构及其关联方合计投资入股比例不得超过农村商业银行股本总额的10%。单个境外银行及被其控制或共同控制的关联方作为发起人或战略投资者向单个农村商业银行投资入股比例不得超过20%，多个境外银行及被其控制或共同控制的关联方作为发起人或战略投资者投资入股比例合计不得超过25%。

## 农村商业银行设立条件
1. 有符合中国银保监会《农村商业银行管理暂行规定》的章程；
2. 发起人不少于500人；
3. 注册资本金不低于5000万元人民币，资本充足率达到８％；
4. 设立前辖内农村信用社总资产10亿元以上，不良贷款比例15%以下；
5. 有符合任职资格条件的董事、高级管理人员和熟悉银行业务的合格从业人员；
6. 有健全的组织机构和管理制度；
7. 有符合要求的营业场所、安全防范措施和与业务有关的其它设施；
8. 中国银行保險监督管理委员会规定的其它条件。

设立农村商业银行，还应符合其他审慎性条件，至少包括：
1. 具有良好的公司治理结构；
2. 具有清晰的农村金融发展战略和成熟的农村金融商业模式；
3. 具有健全的风险管理体系，能有效控制各类风险；
4. 具备有效的资本约束与资本补充机制；
5. 具有科学有效的人力资源管理制度，拥有高素质的专业人才；
6. 建立与业务经营相适应的信息科技架构，具有支撑业务经营的必要、安全且合规的信息科技系统，具备保障信息科技系统有效安全运行的技术与措施；
7. 最近1年无严重违法违规行为和因内部管理问题导致的重大案件；
8. 主要监管指标符合审慎监管要求；
9. 所有者权益大于等于股本（即经过清产核资与整体资产评估，且考虑发起人出资置换不良资产及历年亏损挂账等因素，拟改制机构合并计算所有者权益剔除股本后大于或等于零）；
10. 银保监会规定的其他审慎性条件。

## 问题
省级信用社联合社由全省县(市、区)级联社共同出资组成，具有独立法人地位的地方性金融机构，同时被赋予管理全省各个县联社的职能，对地方农商行的高管人选，有推荐和提名权。当农信社改制成农商行同时具有独立法人地位，与省联社之间因管理层冲突、治理结构不完善等问题频现。
截至2017年四季度末，农商行不良贷款率突破3%，达到3.16%，拨备覆盖率为164.31%。